# Hugues Rey
Hugues Rey, qui se produisait sous le pseudonyme Bobmo jusqu'en 2017, est un artiste de musique électronique français originaire de Bordeaux, actuellement installé à Paris.

## Biographie
Hugues Rey est d'abord actif sous le pseudonyme Bobmo (en référence au personnage de bandes-dessinées Bob Morane).Son premier Ep Let's Go Bobmo sort en 2007 sur le label Institubes, trois autres EPs suivront, To The Bobmobile et 3000% Yes en 2008 et Falling From The Crescent Moon en 2010.
Son premier album solo est sorti au printemps 2014 chez Marble et Back Office Records. En 2017, il sort son deuxième album, Communication sous son nom Hughes Rey, abandonnant le pseudonyme Bobmo,.
Alors que sa musique de la décennie des années 2000 se caractérise par un style ghetto house durement rythmé mais bien ficelé, son style de la décennie suivante s'adoucit pour devenir plus mélodieux, un changement marqué par la sortie de son premier album New Dawn en 2014 et l'abandon de son pseudo Bobmo à l'occasion de son deuxième album Communication en 2017.